# Borophaga tibialis
Borophaga tibialis är en tvåvingeart som beskrevs av Liu och Zeng 1995. Borophaga tibialis ingår i släktet Borophaga och familjen puckelflugor.
Artens utbredningsområde är Shaanxi (Kina). Inga underarter finns listade i Catalogue of Life.